# Ԡ
L’el crochet médian, Ԡ (minuscule : ԡ), est une lettre de l’alphabet cyrillique qui était utilisée dans l’alphabet tchouvache de Jakovlev de 1873 à 1938. Elle a aussi été utilisée en oudmourte en 1882. Il s’agit d’un el (‹ Л ›) diacrité d’un crochet médian.

## Utilisation
L’el crochet médian est utilisé en tchouvache dans l’alphabet d’Ivan Yakovlev (en) et Belilin de 1872, dans l’alphabet de Yakovlev de 1873, ainsi que dans les révisions de l’alphabet de 1933, de 1938 et 1949.

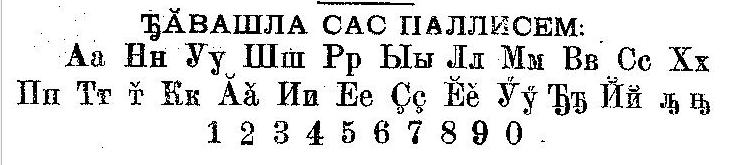
Alphabet tchouvache de 1873.

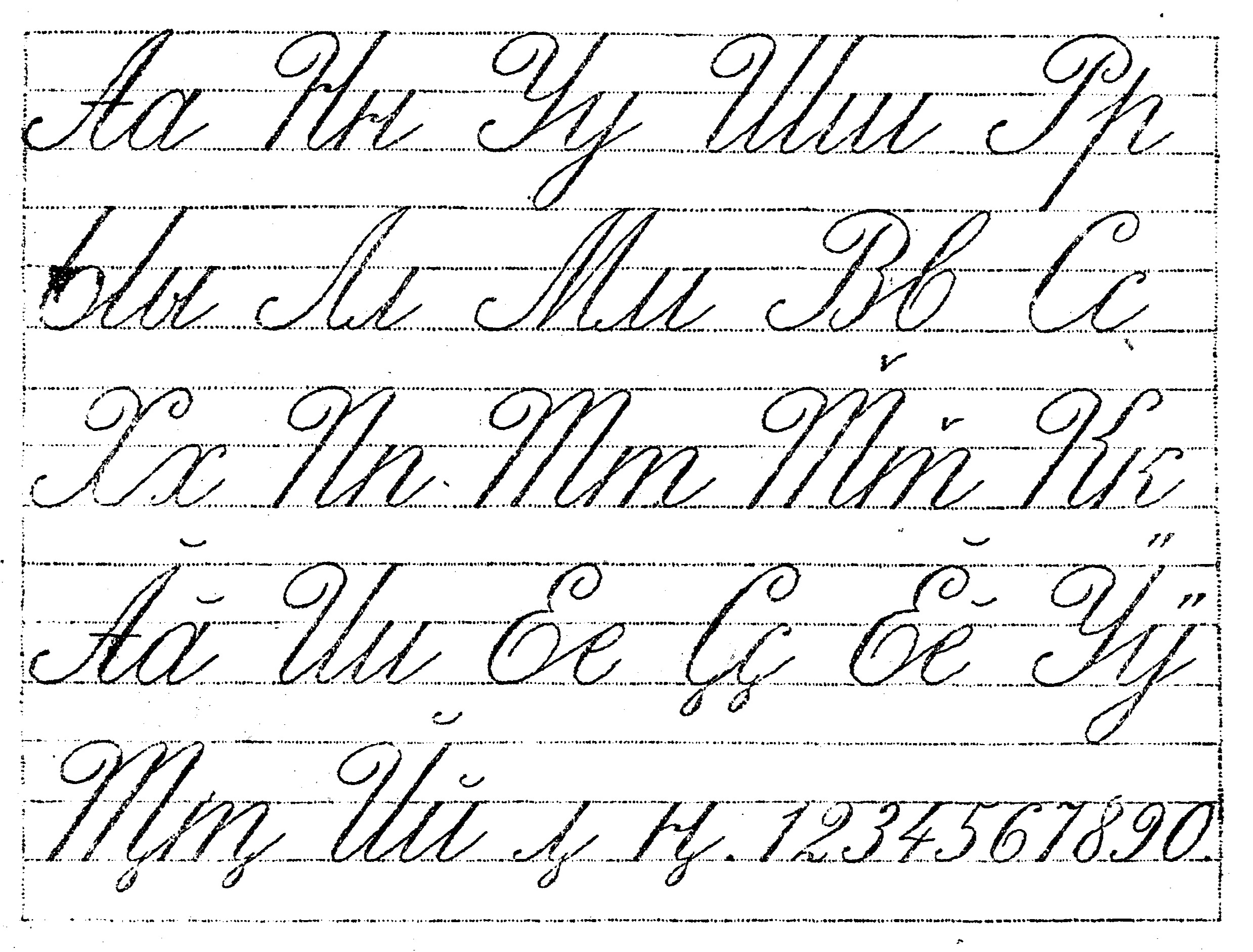
Alphabet tchouvache de 1873 en écriture cursive.

Le ԡ est une lettre de l’alphabet oudmourte utilisé dans l’abécédaire Букварь : для вотяцкихъ дѣтей сарапульскаго уѣзда publié à Kazan en 1882.

## Représentations informatiques
| formes    | représentations | chaînes de caractères | points de code | descriptions                                  |
| --------- | --------------- | --------------------- | -------------- | --------------------------------------------- |
| capitale  | Ԡ               | Ԡ                     | U+0520         | lettre majuscule cyrillique el crochet médian |
| minuscule | ԡ               | ԡ                     | U+0521         | lettre minuscule cyrillique el crochet médian |